# عقي
العِقْيُ أو الرَّدَجُ (بالإنجليزية: Meconium)‏ هو أول براز يخرج من رضيع الثدييات ومنها الإنسان. يتكون العقي من المواد التي بلعها الطفل خلال الوقت الذي قضاه في الرحم وهي: الخلايا الظهارية في الأمعاء، الزغب، المخاط، السائل السلوي، والصفراء، والماء.
عادة يتم تخزين العقي في الأمعاء الرضيع حتى بعد الولادة، ولكن في بعض الأحيان يتم طرد عليه في السائل الذي يحيط بالجنين.

## علوص العقي
علوص العقي (Meconium ileus) هو نوع من التشوه الخلقي الذي يصيب حوالي 20 % من الرضع، الذين يولدون مصابون بمرض التليف الكيسي (Mucovisidosis - cystic fibrosis). سببه انحصار العقي أو ما يسمى بالبراز الأولي (Meconium) من خلال فتحة الشرج بعد الولادة.يكون العقي دبقا، ذا لون اخضر غامق ومكون من بقايا خلايا، مخاط وصباغات صفراوية (Bile pigments). وجود العقي في السائل السلوي (Amniotic fluid) يشير إلى وجود ضائقة جنينية. وسببه عادة يكون من خلال المواد التي بلعها الطفل خلال الوقت الذي يقضيه في الرحم والتي وصلته من الخلايا الظهارية في الأمعاءو المخاط، أو السائل الذي يحيط بالجنين، والصفراء، والماء.]
ادة يتم تخزين العقي في امعاء الرضيع حتى بعد الولادة، ولكن في بعض الأحيان يتم طرده من خلال السائل الذي يحيط بالجنين.

### تكويناته
تتمثل ظاهرة علوص العقي لدى الرضع، بظهور انتفاخ في البطن، تقيؤات ذات لون أخضر وانعدام طرح العقي.
يتمثل علوص العقي بخلل خلقي يتسبب باضطراب في افراز سائل البنكرياس وتركيزات انزيمات البنكرياس(Enzyme) المحللة للبروتينات؛ نتيجة لذلك، فان العقي المكون من أجزاء خلايا سقطت من جدار الأمعاء، من الشعر الجنيني، من خلايا فراغ السائل السلوي، من إفرازات سائلة من الأمعاء الجنينية ومن السائل السلوي الذي يبتلعه الجنين، شديد اللزوجة وملتصق بجدار اللفائفي (Ileum). يتخزن هذا العقي في ذات الجزء، يعيقه ويحصره في منطقة صمام المعي اللفائفي والاعور (Cecum). ينحصر في مثل هذا الوضع، محتوى الأمعاء ويتعذر انتقاله إلى الأمعاء الغليظة أو القولون.

### المضاعفات
ايوجد للعقي مضعفات يتم معالجتها جراحيا إذا كانت نتيجة لضغط داخل الأمعاء، مما يسبب ثقب انثقاب في جدار الأمعاء، مما يؤدي إلى خروج المعوي السائل إلى جوف البطن، ويتسبب بالتهاب الصفاق (Peritonitis). يمكن ان يبقى هذا السائل معزولا خارج الأمعاء، وهكذا تتكون كيسة كاذبة (Pseudocyst). توجد مضاعفة أخرى، عندما يحصل رتق المعي الدقيق (Atresia)، نتيجة انفتال جزئي في الأمعاء الدقيقة (Volvulus).

### التشخيص
يتم تحديد التشخيص بتصوير الاشعة السينية للبطن، يظهر عدم انتقال الهواء للامعاء الغليظة.
علاج علوص العقي.

### المعالجة
هناك طريقتين لمعالجة العقي وهي:
1. بدون جراحة: يتم تخفيف (Dilution) العقي بحقنة شرجية تحتوي على مواد مذيبة، بذلك يمكن العقي من الانتقال من المعي المرتبط إلى فتحة الشرج.
2. بالجراحة: عندما يفشل العلاج الأول بدون جراحة يتم الحقن بمادة ميوكوميست(Mucomyst) التي تذيب العقي من خلال جدار الأمعاء، ومن ثم افراغ العقي المخفف بعملية حلب للامعاء الغليظة. إذا كانت العملية غير ناجحة، يتم استئصال الأمعاء المسدودة، واجراء فغرة (Stoma) لاطراف الأمعاء على سطح جلد البطن. يتم وصل اطراف الأمعاء معا عند عودة نشاط الأمعاء لادائها الطبيعي.
يحصل الرضيع عند شفائه، على غذاء بإضافة انزيمات (Enzyme) مصدرها البنكرياس، لهضم الغذاء.